# Championnat de Nouvelle-Zélande de football 1992
Navigation
Saison précédente Saison suivante
La saison 1992 du Championnat de Nouvelle-Zélande de football est la 23e édition du championnat de première division en Nouvelle-Zélande. La NSL (National Soccer League) regroupe quatorze clubs du pays au sein d'une poule unique, où ils s'affrontent deux fois au cours de la saison, à domicile et à l'extérieur. À la fin de la compétition, il n'y a ni promotion, ni relégation puisque le format du championnat est complètement bouleversé la saison suivante.
C'est le club de Waitakere City FC qui remporte la dernière édition de National Soccer League après avoir terminé en tête du classement final, avec quatre points d'avance sur Waikato United et dix sur un duo composé de Napier City Rovers et de Miramar Rangers. C'est le 2e titre de champion de Nouvelle-Zélande de l'histoire du club.
Le tenant du titre, Christchurch United AFC, ne termine qu'à la 8e place du classement

## Les clubs participants
| - Waitakere City FC - Christchurch United AFC - New Plymouth Old Boys - Nelson United AFC - North Shore United AFC - Waikato United - Napier City Rovers AFC | - Papatoetoe AFC - Promu de D2 - Mount Maunganui AFC - Mount Wellington AFC - Wellington United AFC - Manurewa AFC - Miramar Rangers - Hutt Valley United |

## Compétition

### Classement
Le barème utilisé pour établir le classement est le suivant :
- Victoire : 3 points
- Match nul : 1 point
- Défaite : 0 point

| Rang | Équipe                      | Pts | J  | G  | N  | P  | Bp | Bc | Diff |
| ---- | --------------------------- | --- | -- | -- | -- | -- | -- | -- | ---- |
| 1    | Waitakere City FC           | 61  | 26 | 19 | 4  | 3  | 64 | 23 | +41  |
| 2    | Waikato United              | 57  | 26 | 18 | 3  | 5  | 67 | 20 | +47  |
| 3    | Napier City Rovers AFC      | 51  | 26 | 14 | 9  | 3  | 59 | 28 | +31  |
| 4    | Miramar Rangers (C)         | 51  | 26 | 16 | 3  | 7  | 47 | 23 | +24  |
| 5    | North Shore United AFC      | 45  | 26 | 14 | 3  | 9  | 49 | 35 | +14  |
| 6    | Mount Wellington AFC        | 43  | 26 | 12 | 7  | 7  | 51 | 31 | +20  |
| 7    | Papatoetoe AFC (P)          | 41  | 26 | 11 | 8  | 7  | 34 | 24 | +10  |
| 8    | Christchurch United AFC (T) | 37  | 26 | 11 | 4  | 11 | 48 | 42 | +6   |
| 9    | Wellington United AFC       | 33  | 26 | 10 | 3  | 13 | 33 | 46 | -13  |
| 10   | Nelson United AFC           | 32  | 26 | 9  | 5  | 12 | 29 | 41 | -12  |
| 11   | Hutt Valley United          | 25  | 26 | 5  | 10 | 11 | 33 | 49 | -16  |
| 12   | Manurewa AFC                | 15  | 26 | 3  | 6  | 17 | 20 | 60 | -40  |
| 13   | Mount Maunganui             | 11  | 26 | 2  | 5  | 19 | 26 | 72 | -46  |
| 14   | New Plymouth Old Boys       | 7   | 26 | 1  | 4  | 21 | 21 | 86 | -65  |

|  | Champion de Nouvelle-Zélande 1993                                                       |
|  | (T) : Tenant du titre (C) : Vainqueur de la Coupe de Nouvelle-Zélande (P) : Promu de D2 |

- Le club de Hutt Valley United est dissous en fin de saison.

## Bilan de la saison
| Championnat de Nouvelle-Zélande de football 1992                             |                              |
| Champion                                                                     | Waitakere City FC (2e titre) |
| Coupes et trophées                                                           |                              |
| Vainqueur de la Coupe de Nouvelle-Zélande 1992                               | Miramar Rangers AFC          |
| Promotions et relégations                                                    |                              |
| Promus en Championnat de Nouvelle-Zélande de football                        | Aucun                        |
| Relégués en Championnat de Nouvelle-Zélande de football de deuxième division | Aucun                        |